# 昭和町通停留場
昭和町通停留場（日语：／ Showamachi-dori teiryūjō */?），又稱昭和町通電車站，是位於長崎縣長崎市中園町，長崎電氣軌道本線的電車站。車站編號為13A。在電車站名稱中，日文寫法也會標記為。

## 歷史
昭和町通停留場在1960年（昭和35年）啟用。當初赤迫方向月台和長崎站前方向月台之間設有行人天橋連接。該行人天橋在1998年（平成10年）由於需要解決國道206號住吉路口擁塞問題而進行擴寬工程，該行人天橋需要撤走。當時長崎電氣軌道的電車站進行整合，此電車站內前往長崎站前方向的月台便廢止了。而赤迫方向方向的月台也被撤走，電車站當時一度暫停使用，並進行遷移工程，把電車站向北遷移，完成工程後重開電車站。隨後此電車站只剩下赤迫方向月台。另外，隨著長崎站前方向的乘車處廢止，便新設了千歲町停留場。

### 年表
- 1960年（昭和35年）5月8日 - 電車站啟用[4]。
- 1998年（平成10年）
  - 5月7日 - 長崎站前方向月台廢止，赤迫方向月台暫停使用[3]。同日千歲町停留場啟用[4]。
  - 7月1日 - 赤迫方向月台遷移至北邊並重開[4]。

## 電車站構造
電車站是建造在共用行車道上。電車站設有1面1線的低地台單式月台。。該月台為赤迫方向，在月台對面設有長崎站前方向路軌。
月台寬度達到1.6米，因此可讓輪椅人士使用。而月台設有斜度，提供了無障礙設施。
在長崎站前方向月台還存在的時代，兩月台之間相隔一個路口，而兩月台之間設有行人天橋連接。

### 運行系統
此電車站是本線電車站之一。當中1、2、3系統駛入此站。

## 使用狀況
根據「長崎電軌」的調査，以下為1日的上下車人次資料。由於從此站起的兩座電車站後便到達赤迫停留場，因此非常少人於此站乘車，較多人於此站下車。
- 1998年 - 1,080人[1]
- 2015年 - 800人[7]

## 電車站周邊
- Chitosepia（日语：チトセピア）
- 住吉市場
- 住吉中央公園（長崎北消防署遺址）
- 浦上警署（日语：浦上警察署）若葉交番
- 十八親和銀行（日语：十八親和銀行）住吉分店
- 十八親和銀行住吉中央分店
- 長崎銀行（日语：長崎銀行）千歲分店

## 巴士路線
電車站附近設有長崎巴士、縣營巴士的「住吉」巴士站。滑石、時津、滿永、琴海、西海市方向的乘車處位於電車站北邊，鄰近住吉停留場。
- 長崎巴士：住吉台、昭和町（日语：昭和町 (長崎市)）、女之都（日语：女の都 (長崎市)）、長與新市鎮、綠丘團地、惠之丘、西崎團地方向／大橋、浦上站、長崎站、中央橋（日语：中央橋 (長崎市)）、長崎新地（日语：長崎新地ターミナル）方向
- 縣營巴士：女之都團地、陽光鎮、三原團地、長崎站前、中央橋、長崎東中學·高校（日语：長崎県立長崎東中学校・高等学校）方向／長崎機場利木津巴士（途經住吉、昭和町的班次）

## 相鄰電車站
長崎電氣軌道
本線（■1號系統、□2號系統、■3號系統）
住吉（11）←昭和町通（13A）←千歲町（13）

## 注腳
1. 1 2 3 4 5  田栗 & 宮川 2000，第45–46頁.
2. 1 2 3 4  田栗 2005，第59頁.
3. 1 2 3 4 5  . 朝日新聞（地方版・長崎） (朝日新聞西部本社). 1998-05-08 （日语）.
4. 1 2 3  今尾 2009，第57頁.
5. ↑  100年史，第130頁.
6. 1 2 3  川島 2013，第44頁.
7. ↑  100年史，第124頁.